# Gnaeus Cornelius Lentulus (Konsul 97 v. Chr.)
Gnaeus Cornelius Lentulus war ein römischer Politiker der ausgehenden Republik.
Gnaeus Cornelius Lentulus gehörte zum Zweig der Lentuli der Familie der Cornelier. Der Konsul des Jahres 146 v. Chr., der den gleichen Namen trug, dürfte sein Vater gewesen sein. Spätestens 100 v. Chr. muss Lentulus Prätor gewesen sein, da er im Jahr 97 v. Chr. den Konsulat bekleidete. Sein Adoptivsohn Gnaeus Cornelius Lentulus Clodianus war ebenfalls römischer Konsul.